# Таловка (Еланский район)
Таловка — посёлок в Еланском районе Волгоградской области России. Административный центр Таловского сельского поселения.

## История
В 1928 году Таловский сельсовет был включён в состав Даниловского района Камышинского округа (упразднён в 1930 году) Нижне-Волжского края (с 1934 года — Сталинградского края, с 1936 года — Сталинградской области). В период с 1935 по 1963 годы Таловка являлась частью Вязовского района. По состоянию на 1964 год посёлок (в документах того периода — хутор) входил в состав Еланского района.

## География
Посёлок находится в северной части Волгоградской области, в пределах Хопёрско-Бузулукской равнины, по обеим сторонам балки Мокрая Таловка (левый приток реки Бузулук), на расстоянии примерно 36 километров (по прямой) к юго-юго-западу (SSW) от посёлка городского типа Елань, административного центра района. Абсолютная высота — 144 метра над уровнем моря.
Часовой пояс
Посёлок Таловка, как и вся Волгоградская область, находится в часовой зоне МСК (московское время). Смещение применяемого времени относительно UTC составляет +3:00.

## Население
| 2008 | 2010 | 2015 |
| ---- | ---- | ---- |
| 706  | ↗711 | ↘706 |

Гендерный состав
По данным Всероссийской переписи населения 2010 года в гендерной структуре населения мужчины составляли 47,3 %, женщины — соответственно 52,7 %.
Национальный состав
Согласно результатам переписи 2002 года, в национальной структуре населения русские составляли 91 %.

## Инфраструктура
В Таловке функционируют средняя школа, детский сад, фельдшерско-акушерский пункт и отделение Почты России.

## Улицы
Уличная сеть посёлка состоит из десяти улиц.